# Aniwa (Wisconsin)
Aniwa es una villa ubicada en el condado de Shawano en el estado estadounidense de Wisconsin. En el Censo de 2010 tenía una población de 260 habitantes y una densidad poblacional de 47,24 personas por km².

## Geografía
Aniwa se encuentra ubicada en las coordenadas 45°0′36″N 89°12′29″O / 45.01000, -89.20806. Según la Oficina del Censo de los Estados Unidos, Aniwa tiene una superficie total de 5.5 km², de la cual 5.41 km² corresponden a tierra firme y (1.74%) 0.1 km² es agua.

## Demografía
Según el censo de 2010, había 260 personas residiendo en Aniwa. La densidad de población era de 47,24 hab./km². De los 260 habitantes, Aniwa estaba compuesto por el 99.23% blancos, el 0% eran afroamericanos, el 0% eran amerindios, el 0% eran asiáticos, el 0% eran isleños del Pacífico, el 0% eran de otras razas y el 0.77% pertenecían a dos o más razas. Del total de la población el 0.77% eran hispanos o latinos de cualquier raza.